# فانوس (من الأفضل الاتصال بسول)
«فانوس» (بالإنجليزية: Lantern)‏ هي الحلقة العاشرة والأخيرة للموسم الثالث من مسلسل إيه إم سي التلفزيوني الدرامي من الأفضل الاتصال بسول، المسلسل يُعتبر بادئة من مسلسل اختلال ضال. تم بث الحلقة في 19 يونيو 2017 على قناة إيه إم سي بالولايات المتحدة. خارج الولايات المتحدة، تم عرض الحلقة لأول مرة على خدمة البث نتفليكس في عدة بلدان.

## الاستقبال

### التقييمات
عند البث، تمت مشاهدة الحلقة من قبل 1.85 مليون مشاهد أمريكي، وتصنيف 18-49 من 0.6.

## وصلات خارجية
- «فانوس» على إيه إم سي (بالإنجليزية)
- «فانوس» على قاعدة بيانات الأفلام على الإنترنت (بالإنجليزية)